# България на летните олимпийски игри 1992
България се състезава на Летните олимпийски игри 1992 в Барселона, Испания. Страната изпраща общо 138 спортиста в 19 спорта и печели общо 16медала – 3 от които златни и се класира на 18-о място в общото класиране.

## Медалисти
| Медал          | Спортист                           | Вид спорт          | Дисциплина                |
| -------------- | ---------------------------------- | ------------------ | ------------------------- |
| Златен медал   | Николай Бухалов                    | кану-каяк          | кану 500 метра            |
| Златен медал   | Николай Бухалов                    | кану-каяк          | кану 1000 метра           |
| Златен медал   | Иван Иванов                        | Вдигане на тежести | до 52 кг                  |
| Сребърен медал | Цветанка Христова                  | Лека атлетика      | хвърляне на диск          |
| Сребърен медал | Даниел Петров                      | Бокс               | до 48 кг                  |
| Сребърен медал | Нонка Матова                       | Спортна стрелба    | 50 м пушка от 3 положения |
| Сребърен медал | Весела Лечева                      | Спортна стрелба    | 10 м пушка                |
| Сребърен медал | Николай Пешалов                    | Вдигане на тежести | до 60 кг                  |
| Сребърен медал | Йото Йотов                         | Вдигане на тежести | свободна борба, до 68 кг  |
| Бронзов медал  | Йорданка Донкова                   | Лека атлетика      | 100 м с препятствия       |
| Бронзов медал  | Свилен Русинов                     | Бокс               | над 91 кг                 |
| Бронзов медал  | Мартин Маринов и Благовест Стоянов | Кану-каяк          | 500 м двуместно кану      |
| Бронзов медал  | Мария Гроздева                     | Спортна стрелба    | 10 м пистолет             |
| Бронзов медал  | Стефан Ботев                       | Вдигане на тежести | до 110 кг                 |
| Бронзов медал  | Валентин Йорданов                  | Борба              | свободен стил до 52 кг    |